# Colonne sans fin
La Colonne sans fin, ou Colonne de l'infini, (en roumain : Coloana fără sfârșit ou Coloana infinitului) est une sculpture créée  par Constantin Brâncuși et inaugurée à Târgu Jiu (Roumanie) le 27 octobre 1938.
Cette sculpture, fondée sur le symbolisme de l'axis mundi, a été fabriquée pour honorer les jeunes Roumains morts lors de la Première Guerre mondiale. C'est une œuvre simplifiée faisant référence aux piliers funéraires utilisés dans le sud de la Roumanie.
Dans les années 1950, le gouvernement communiste roumain a considéré l'art de Brâncuși comme étant un exemple de sculpture bourgeoise et avait donc planifié sa démolition. Ce plan n'a finalement jamais été exécuté. L'œuvre a été restaurée de 1998 à 2000 grâce à une collaboration du gouvernement roumain, du Fonds mondial pour les monuments, de la Banque mondiale ainsi que d'autres groupes roumains et internationaux.
La Colonne sans fin a une hauteur de 29,33 mètres et se compose de 17 modules de fonte en forme de losange.
L'œuvre d'art fait partie intégrante des armoiries de Târgu Jiu.
La colonne a inspiré le compositeur György Ligeti pour son étude pour piano Coloana infinită  du Deuxième livre.

## Brâncuși et la réduction
Le motif de la Colonne sans fin a préoccupé Brâncuși pendant près de quarante ans, de 1917 à la veille de sa mort en 1957. Brâncuși suit, systématiquement, les principes fondamentaux de la forme, la dégageant des aspects éphémères. Il est l’incontestable maître de la simplification des formes organiques à leur structure mystique. C'est le cas des Colonnes sans fin et des oiseaux réalisés par le sculpteur. Brâncuși est le fondateur de la sculpture moderne et le maître de la réduction afin de parvenir à la forme artistique pure. Les ouvrages réalisés par Brâncuși expriment l’esprit primordial et la mystérieuse poésie de la forme purifiée : l'« essence des choses »; il réussit à annuler les effets de la gravitation, dématérialisant les volumes. Brâncuși reste le grand initiateur de la sculpture moderne et le plus énigmatique maître de la forme : « Ceux qui appellent mon travail abstrait sont des imbéciles. Ce qu’ils appellent abstrait est en réalité du pur réalisme, celui qui n’est pas représenté par la forme extérieure, mais par l’idée, l’essence de l’œuvre. »

## Postérité
L'ensemble monumental de Brâncuși à Târgu Jiu est classé au patrimoine mondial de l'humanité par l'UNESCO en juillet 2024.